# Laserkøling
| 1   | For et stationært atom er laserens bølgelængde ikke forskudt, og atomet absorberer ikke fotonen.                                                       |
| 2   | For et atom, der bevæger sig væk fra laseren, er lyset rødforskudt, og fotonen absorberes ikke.                                                        |
| 3.1 | For et atom, der bevæger sig mod laseren, er lyset blåforskudt, og fotonen absorberes, hvilket sinker atomet.                                          |
| 3.2 | Fotonen bliver absorberet og en elektron bliver løftet til en højere energitilstand.                                                                   |
| 3.3 | Atomet reemiterer efterfølgende en foton. Over flere absorptioner og reemissioner vil retningen være tilfældig, og impulsen vil derfor ikke ændre sig. |

Laserkøling er en teknik, der anvendes ved køling af atomer.
Ved fremstilling af et Bose-Einstein kondensat (BEC) anvendes laserkøling i første fase af afkølingen, hvorved man opnår en termisk fordeling, der er givet ved en temperatur på omkring 150 μKelvin. Ved yderligere køling af den termiske atomsky, hvoraf BECet dannes, anvendes teknikken, fordampningskøling.

## Teori
"Ved laserkøling afkøles den termiske sky ved bestråling af laserlys i en såkaldt magneto optisk fælde. Laserens frekvens skal være lidt mindre end resonansfrekvensen for de atomer, som den termiske atomsky består af, da man kun ønsker at bremse de hurtigste af atomer i den termiske sky. 
Ved at anvende laserlys med en frekvens, der er lidt mindre end "hvile"-resonansfrekvensen for atomerne, opnår man netop, at nogle af de hurtigste atomer vekselvirker med laserlyset.
Det er kun atom, der bevæger sig med en helt bestemt fart, der vil vekselvirke med laserlyset, da energiforskellen mellem to energiovergange i atomerne skal svarer til frekvensen af laseren. 
Pga. Doppler-effekten vil det kun være tilfældet for de hurtigste atomer, når laserfrekvensen er en smule mindre end for de pågældende atomer i hvile.
Når et af atomerne exciteres af en lyskvant, afgiver kvanten samtidig impulsen, {\displaystyle p}, til atomet, hvorved atomet opnår en impulsændring i modsat retning af dets egen bevægelsesretning. Herefter vil atomet henfalde ved spontan emission ved udsendelse af stråling med samme frekvens som den absorberede lyskvant.
Impulsen, som atomet påvirkes af ved henfald, er altså den samme, som da atomet absorberede kvanten, da fotonenergien er bevaret. Men da sandsynligheden for at lyskvantet udsendes i en bestemt retning ved spontane emission er lige stor i alle retning, vil atomet i gennemsnittet ikke blive påvirket af nogen impuls i en bestemt retning. Impulsændringen i en bestemt retning ved spontan emission er derfor lig 0. 
Nettoresultatet er, at den termiske atomsky afkøles."